# Berg-Abendsegler
Der Berg-Abendsegler (Nyctalus montanus) ist eine Fledermausart aus der Gattung der Abendsegler. Sein Verbreitungsgebiet beschränkt sich auf das Gebiet des Himalaja in Südasien.

## Merkmale
Der Berg-Abendsegler erreicht eine Körperlänge von 6 bis 6,5 Zentimeter mit einem Schwanz von 0,5 bis 0,8 Zentimeter Länge. Er ist damit etwa so groß wie der Kleine Abendsegler. Das Rückenfell ist schwarzbraun ohne rötliche Anteile, das Bauchfell ist heller gefärbt. Wie bei anderen Abendseglern sind die Flügel vergleichsweise lang und schmal. Die abgerundeten Ohren sind nackt und schwarz.

## Verbreitung
Das Verbreitungsgebiet des Berg-Abendseglers beschränkt sich auf das Gebiet des Himalaja in Südasien. Er kommt dabei in den indischen Bundesstaaten Himachal Pradesh und Uttarakhand, den Provinzen Nangarhar und Paktika in Afghanistan sowie Teilen Nepals und Pakistans vor.
Das gesamte Verbreitungsgebiet hat dabei eine Fläche von mehr als 20.000 km2, wobei der von der Art genutzte Lebensraum mehr als 2.000 km2 beträgt. Er lebt hier in Höhenstufen zwischen 680 und 1692 Metern und kommt vor allem im Bereich von Flussläufen und Trockengebieten vor.

## Lebensweise
Über die Lebensweise der Art liegen nur wenige Informationen vor. Sie ernährt sich wie der Kleine Abendsegler von fliegenden Insekten. Rastplätze findet die Fledermaus in den Felswänden, zwischen Steinen und in der Vegetation.

## Systematik
Der Berg-Abendsegler wird als eigenständige Art der Abendsegler (Gattung Nyctalus) angesehen. Bis vor wenigen Jahren wurden die Tiere dieser Art den asiatischen Populationen des Kleinen Abendseglers (Nyctalus leisleri) als Unterart zugeordnet.

## Gefährdung und Schutz
Die Art wird von der International Union for Conservation of Nature and Natural Resources (IUCN) global aufgrund des relativ großen Verbreitungsgebietes und der Bestandsgröße als „nicht gefährdet“ (Least concern) eingeschätzt. Ein ernsthafter Rückgang des Bestandes und eine Bedrohung der Art sind nicht bekannt, obwohl die Bestände rückläufig sind. Als Hauptbedrohung der Art wird der Lebensraumverlust durch Entwaldung und Umwandlung in landwirtschaftliche Nutzflächen eingeschätzt. Zudem wird die Fledermaus für medizinische Zwecke bejagt.

## Belege
1. 1 2  Tej Kumar Shrestha: Mammals of Nepal (with reference to those of India, Bangladesh, Bhutan and Pakistan). Steven Simpson Natural History Books, 1997; S. 64 (Google Books).
2. 1 2 3 4 5 6  Nyctalus montanus in der Roten Liste gefährdeter Arten der IUCN 2011.2. Eingestellt von: S. Molur, C. Srinivasulu, 2008. Abgerufen am 31. März 2012.
3. ↑  Don E. Wilson & DeeAnn M. Reeder (Hrsg.): Nyctalus montanus (Seite nicht mehr abrufbar, festgestellt im April 2018. Suche in Webarchiven)  Info: Der Link wurde automatisch als defekt markiert. Bitte prüfe den Link gemäß Anleitung und entferne dann diesen Hinweis. in Mammal Species of the World. A Taxonomic and Geographic Reference (3rd ed).